# Кузьёль (приток Тыю)
Кузьёль (устар. Кузь-Ёль) — река в России, протекает по территории района Печора в Республике Коми. Устье находится в 3 км по правому берегу реки Тыю (бассейн Кожвы). Длина реки составляет 18 км.

## Данные водного реестра
По данным государственного водного реестра России относится к Двинско-Печорскому бассейновому округу, водохозяйственный участок реки — Печора от водомерного поста у посёлка Шердино до впадения реки Уса, речной подбассейн реки — бассейны притоков Печоры до впадения Усы. Речной бассейн реки — Печора.
Код объекта в государственном водном реестре — 03050100212103000063979.